# V-52
V-52 — український багатоцільовий легкий вертоліт. Розроблений в 2012—2014 роках авіабудівельною компанією Softex-Aero в місті Бровари.

## Історія
Вертоліт був представлений в Києві у жовтні 2014 року на виставці Авіасвіт.

## Характеристики
- Діаметр хвостового ротора —  1,43 м
- Колісна база — 2,0 м
- Ширина кабіни — 1,25 м
- Висота кабіни — 1,22 м
- Довжина кабіни — 2,35 м
- Екіпаж — 1 пілот і 4 пасажири
- Ємність паливного бака — 385 л
- Витрата палива — 109 л/год
- Силова установка — два R300 SOFTEX INVEST
- Потужність — 370 к.с./276 кВт (крейсерська), 420 к.с./313 кВт (максимальна)
- Максимальна швидкість — 320 км/год
- Максимальна крейсерська швидкість — 270 км/год
- Максимальна швидкопідйомність — 230 км/год
- Дальність — 700 км
- Час польоту — 3,5 години
- Максимальна висота польоту — 5500 м
- Висота польоту — 4000 м
- Максимальна злітна маса — 1450 кг
- Вага порожнього вертольота — 750 кг